# 沙唐库尔
沙唐库尔（法語：Chattancourt，法語發音：[ʃatɑ̃kuʁ]）是法国默兹省的一个市镇，位于该省中北部偏西，属于凡尔登区。

## 地理
沙唐库尔（49°13'3"N, 5°16'4"E）面积10.36 平方千米，位于法国大東部大區默兹省，该省份为法国西北部内陆省份，北与比利时接壤，西接马恩省和阿登省，南至上马恩省和孚日省，东临默尔特-摩泽尔省。
与沙唐库尔接壤的市镇（或旧市镇、城区）包括：尚讷维尔、屈米耶尔-勒莫尔奥姆、阿戈讷地区埃讷、马尔、蒙采维尔。

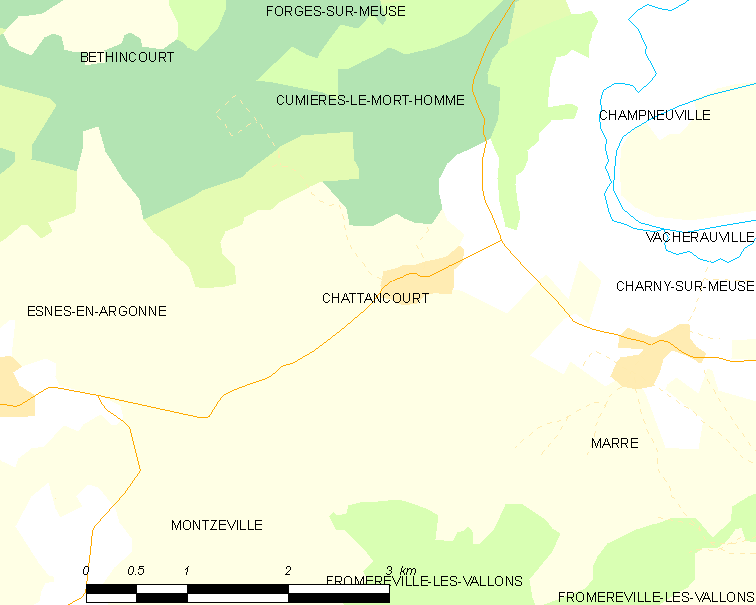
沙唐库尔的OSM定位图

沙唐库尔的时区为UTC+01:00、UTC+02:00（夏令时）。

## 行政
沙唐库尔的邮政编码为55100，INSEE市镇编码为55106。

## 政治
沙唐库尔所属的省级选区为阿戈讷地区克莱蒙县。

## 人口

1962-2008年间沙唐库尔人口变化图示

沙唐库尔于2022年1月1日时的人口数量为176人。